# Kangeanöarna
Kangeanöarna (indonesiska: Kepulauan Kangean) är öar i Indonesien.   De ligger i provinsen Jawa Timur, i den västra delen av landet, 1 000 km öster om huvudstaden Jakarta.